# Evangeliet om Det Flyvende Spaghettimonster
Evangeliet om Det Flyvende Spaghettimonster er en satirisk bog skrevet af den amerikanske aktivist Bobby Henderson, hvori han fremlægger de grundlæggende overbevisninger og dogmer inden for parodi-religionen pastafarianisme, hvor man dyrker Det Flyvende Spaghettimonster (FSM) som guddom. Denne guddom optrådte første gang i 2005 i et åbent brev fra Henderson til delstaten Kansas' uddannelsesmyndigheder, hvori han gennem satire og parodi prostesterede mod myndighedernes beslutning om at tillade undervisning i intelligent design som alternativ til evolutionslæren. Brevet udviklede sig til et internetfænomen, som også tiltrak sig opmærksomhed fra både aviser og forlæggere. I marts 2006 udkom så dette evangelium på forlaget Villard, og ti år senere udkom en dansk oversættelse på Gyldendal. Bogen blev inden da også oversat til tysk, fransk og russisk. I bogen videreudvikler Henderson den religiøse udlægning af pastafarianismen, som den kom til udtryk i det åbne brev.
Evangeliet indeholder et antal dogmer, bl.a. en skabelsesberetning, samt otte henstillinger på formen "Jeg foretrækker virkelig, at du ikke...", en vejledning i missionsvirksomhed foruden overvejelser om samtid og livsstil set fra en pastafarianers synsvinkel. Udover at påvise Det Flyvende Spaghettimonsters almægtighed er bogen desuden især et satirisk opgør med kreationismen. Bogen har solgt over 100.000 eksemplarer (i USA?) og er for det meste blevet godt modtaget.

## De otte „Jeg foretrækker virkelig, at du ikke..."
Ifølge evangeliets skabelsesberetning kom en sørøver ved navn Mosey engang op på Salsabjerget i sin søgen efter et sørøverskib. Her mødte han FSM, som gav ham ti stentavler med indskrifter. På vej ned ad bjerget gik to af tavlerne desværre i stykker, vistnok dem med de moralske påbud, men indskriften på de øvrige otte lyder (i uddrag) således:
1. Jeg foretrækker virkelig, at du ikke opfører dig som en selvhøjtidelig, højrøvet besserwizzer, når du beskriver min nudelige godhed. Hvis andre ikke tror på mig, så er det okay. Seriøst, så forfængelig er jeg heller ikke. […]
2. Jeg foretrækker virkelig, at du ikke bruger min eksistens som en anledning til at undertrykke, straffe, udrydde og/eller, du ved, være et pikhoved over for andre. Jeg har ikke brug for nogen offergaver, og renhed er for drikkevand, ikke for mennesker.
3. Jeg foretrækker virkelig, at du ikke dømmer folk på deres udseende eller deres påklædning, eller måde at tale på, tjah, bare vær flink, okay? Nå ja, og få lige det her banket ind i hovedet: Kvinde = Menneske. Mand = Menneske. Same-Same. Den ene er ikke bedre end den anden, medmindre vi taler om mode, og jeg beklager, men den gav jeg altså til kvinderne og så til en flok fyre, der kan kende forskel på magenta og akvamarin.
4. Jeg foretrækker virkelig, at du ikke indlader dig på opførsel, der er anstødelig for dig selv eller for din villige og samtykkende partner, som er juridisk myndig OG mentalt voksen. […]
5. Jeg foretrækker virkelig, at du ikke udfordrer andres snæversynede, kvindefjendske, hadefulde ideer på tom mave. Spis, og gå derefter i flæsket på skiderikkerne.
6. Jeg foretrækker virkelig, at du ikke bruger millioner af kroner på at bygge kirker/moskeer/templer til at hylde min nudelige godhed, når pengene ville være langt bedre givet ud på at (vælg selv):
a. Udrydde fattigdom
b. Kurere sygdomme
c. Leve i fred, elske lidenskabeligt og sænke prisen på kabel-tv.
[…]
7. Jeg foretrækker virkelig, at du ikke går rundt og fortæller folk, at jeg snakker med dig. Så interessant er du heller ikke. Stop dig selv. […]
8. Jeg foretrækker virkelig, at du ikke gør mod andre, som du vil have, de skal gøre mod dig, hvis du er til, øhm, sådan noget der kræver en masse læder/glidecreme/Las Vegas. Medmindre den anden part også er til det (jf. nr 4), så bare gå til den, tag billeder, og for den højhellige raviolis skyld, så BRUG KONDOM! Helt ærligt, det er et stykke gummi. Hvis jeg ikke ville have, at det skulle føles godt, når du gjorde DET, så havde jeg tilføjet pigge eller sådan noget.